# Kevin Doyle
Pour les articles homonymes, voir Doyle.
Kevin Doyle, né le 18 septembre 1983 à Adamstown dans le Comté de Wexford, est un ancien footballeur international irlandais évoluant au poste d'attaquant.

## Biographie

### En club
Kevin Doyle joue plus de 300 matchs au sein des championnats anglais, principalement avec les clubs de Reading et Wolverhampton. Il dispute notamment 164 matchs en Premier League. Il réalise ses meilleures performances lors des saisons 2005-2006 et 2008-2009, où il inscrit 18 buts en deuxième division.
Le 20 mars 2015, il signe en faveur des Rapids du Colorado en Major League Soccer et rejoint sa nouvelle équipe le 6 mai 2015. Le 28 septembre 2017, il annonce sa retraite sportive suite après un avis défavorable des médecins pour la poursuite de sa carrière.

### En équipe nationale
Avec les moins de 20 ans, il participe à la Coupe du monde des moins de 20 ans en 2003. Lors du mondial junior organisé aux Émirats arabes unis, il joue trois matchs, contre l'Arabie saoudite, le Mexique et la Colombie, avec pour résultats deux victoires et une défaite. Kevin Doyle inscrit un but contre les joueurs colombiens, ce qui n'empêche pas la défaite des Irlandais.
Avec les espoirs, il est l'auteur de six buts en onze sélections. Il marque notamment deux buts lors des éliminatoires du championnat d'Europe espoirs, contre Chypre et Israël.
Kevin Doyle reçoit 63 sélections en équipe d'Irlande entre 2005 et 2017, inscrivant 14 buts. Toutefois, seulement 62 sélections sont officiellement reconnues par la FIFA.
Il joue son premier match en équipe nationale le 1er mars 2006, en amical contre la Suède (victoire 3-0 à Dublin). Il inscrit son premier but avec l'Irlande le 15 novembre 2006, contre Saint-Marin, lors des éliminatoires de l'Euro 2008 (victoire 5-0 à Dublin).
En 2012, le sélectionneur italien Giovanni Trapattoni le retient afin de participer au championnat d'Europe des nations organisé en Ukraine et en Pologne. Lors de cette compétition, il joue deux matchs, contre la Croatie et l'Italie, avec pour résultats deux défaites.
A deux reprises, il est capitaine de la sélection irlandaise, contre l'Afrique du Sud en septembre 2009, (victoire 1-0 à Limerick), puis contre Oman en septembre 2012 (victoire 1-4 à Londres). Il inscrit un but lors de ce dernier match.
Kevin Doyle reçoit sa dernière sélection le 28 mars 2017, en amical contre l'Islande (défaite 0-1 à Dublin). Son bilan avec l'Irlande en termes d'efficacité s'élève à six buts lors des éliminatoires du championnat d'Europe, trois buts lors des éliminatoires de la Coupe du monde, et enfin cinq buts lors de match amicaux.

## Palmarès
| - St. Patrick's Athletic - League Cup - Vainqueur : 2003 |  | - Cork City - Championnat d'Irlande - Vainqueur : 2005 |  | - Reading - Championship (D2) - Vainqueur : 2006 |  | - Wolverhampton Wanderers - League One (D3) - Vainqueur : 2014 |